# Frédéric Hurlet
Frédéric Hurlet est un historien et universitaire belge.

## Biographie
Il fait des études de lettres classiques et d'histoire à l'université de Liège, puis prépare une thèse d'histoire à l'université Michel de Montaigne Bordeaux 3, intitulée Les collegae imperii sous Auguste et Tibère. Pouvoirs, statut et compétences,, dirigée par Jean-Michel Roddaz (1995).
Il est maître de conférences en histoire ancienne à l'université François-Rabelais de Tours (1995-2001). Il soutient en 2003 un mémoire d'habilitation universitaire intitulé De l’imperium à l’Imperium. Trajectoires à la croisée de l’histoire politique, institutionnelle et administrative, à l'université de Bordeaux. Il est professeur d'histoire romaine à l’université de Nantes (2004-2011), dans laquelle il est directeur de l'UFR histoire, histoire de l'art et archéologie. Il enseigne à l'université Paris Nanterre depuis 2011.
De 2013 à 2017, il est directeur de la Maison Archéologie & Ethnologie René-Ginouvès, maison des sciences de l'homme implantée sur le campus de l'université Paris-Nanterre.
Depuis 2016, il est membre honoraire de l'Institut universitaire de France.
Depuis 2021, il est président de la section 32 du Comité national du CNRS.
Il est spécialiste du passage de la République romaine à l'Empire (Ier siècle av. J.-C.), et de l'histoire du Haut-Empire romain.

## Publications

### Ouvrages
- (avec M. Christol, P. Cosme et J.-M. Roddaz), Histoire romaine II, d'Auguste à Constantin, Paris, Fayard, 2021
- (dir., avec J.-M. David), L'auctoritas à Rome. Un élément constitutif de la culture Politique, Bordeaux, Ausonius, coll. Scripta Antiqua, n°136, 2020
- (avec J. France), Institutions romaines des origines aux Sévères, Paris, Armand Colin, coll. Cursus, 2019
- Auguste : Les ambiguïtés du pouvoir, Paris, Armand Colin, 2015

- (dir.) Les empires: Antiquité et Moyen Âge. Analyse comparée, Rennes, PUR, 2015
- (dir.) Le prestige : Autour des formes de la différenciation sociale, Paris, De Boccard, 2014

- (dir.) Rome et l’Occident (IIe siècle av. J.-C. - IIe siècle apr. J.-C.). Gouverner l’Empire, Rennes, PUR, 2009
- (avec B. Mineo) Res publica restituta. Le pouvoir et ses représentations à Rome durant le principat d’Auguste (Actes du colloque organisé à Nantes juin 2007), Rennes, PUR, 2009
- (dir.) Les Empires. Antiquité et Moyen Âge. Analyse comparée, Rennes, PUR, 2008
- (dir.) L'eau : Sous le regard des sciences humaines et sociales, Paris, L'Harmattan, 2007
- Le proconsul et le prince d'Auguste à Dioclétien, Bordeaux, Ausonius, 2006
- (dir.) Le statut de l'acteur dans l'Antiquité grecque et romaine (Actes du colloque de Tours mai 2002), Tours, Presses universitaires François-Rabelais, 2004
- Les collègues du prince sous Auguste et Tibère. De la légalité républicaine à la légitimité dynastique, Rome, Publications de l'École Française de Rome, 1997
- La dictature de Sylla : monarchie ou magistrature républicaine ? Essai d'histoire constitutionnelle, Bruxelles - Rome, Institut belge de Rome, 1993.